# Qui fert malis auxilium post tempus dolet
Qui fert malis auxilium, post tempus dolet è una locuzione latina, che tradotta letteralmente significa «chi aiuta i malvagi, alla fine se ne pentirà». 
È la morale della favola di Fedro sul villano che riscaldò la vipera in seno e, per ricompensa, ne fu morsicato e ucciso. C'è anche il corrispondente proverbio italiano: "Nutri la serpe in seno, ti renderà veleno".